# Eugen Dücker
Eugen Dücker   (Kuressaare, 29 de gener de 1841 (Julià) - Düsseldorf, 6 de desembre de 1916) (també Eugène Gustav Dücker) va ser un pintor germanobàltic, de l'estil romàntic, associat a l'Escola de pintura de Düsseldorf.

## Biografia
És el fill de Amalie Fischer (1810–1880) i d'Eduard Dücker (1813–1886), un mestre fuster. La seva germana petita, Marie Dücker, també esdevingué pintor. Les seves primeres lliçons de dibuix van ser amb el litògraf Friedrich Sigismund Stern.
De 1858 a 1862, va ser inscrit a l'Acadèmia Imperial de les Arts de Sant Petersburg. Hi va estudiar escultura amb David Jensen, i la pintura de paisatge amb Sokrat Vorobiev. Després de graduar-s'hi, va rebre una beca de sis anys per a un viatge d'estudis per Europa. Va fer llargues parades a Munic i Karlsruhe, on va rebre lliçons de Karl Friedrich Lessing.
El 1864 va anar cap a Düsseldorf, i hi romandria la resta de la seva vida. Va començar a tenir deixelbes; notablement l'artista noruec del paisatge, Adelsteen Normann, i va succeir Oswald Achenbach com a instructor de paisatge a la Kunstakademie el 1872. Dos anys més tard, es va casar amb Regina Schneeloch. Ja molt gran es fa afiliar a l'associació d'artistes progressistes, el Malkasten.
Entre els seus coneguts alumnes de l'Akademie hi ha Heinrich Hermanns, Franz Korwan, Georg Macco, Otto Modersohn, Fritz Overbeck, Edgar Meyer, Heinrich Petersen-Angeln, Oskar Hoffmann i Carl Wuttke. Malgrat les arrels de la seva carrera a Alemanya, va passar gran part del seu temps a Estònia, on va pintar paisatges idíl·lics del mar i el camp. També va fer nombrosos viatges ls Països Baixos, Bèlgica, França i Itàlia.
Potser la seva pintura més coneguda és Paisatge costaner (Pescadors tornant a casa).

## Galeria

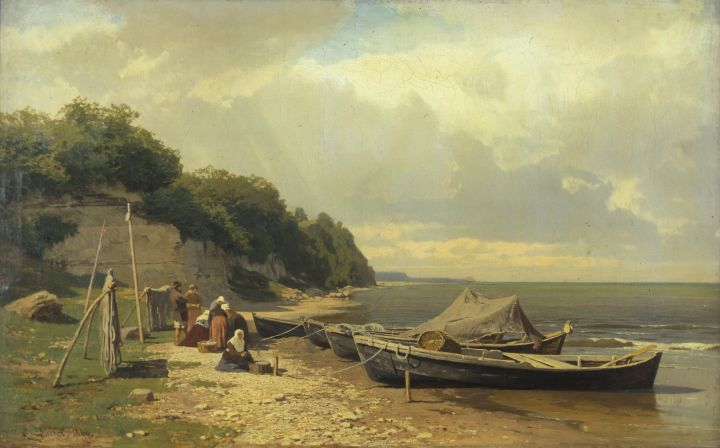
Costa del mar a Tiskre, Tallinn (1866)
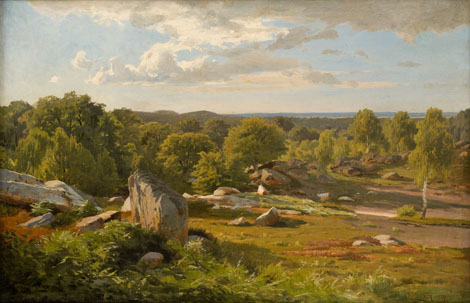
Paisatge de Rügen (1869)
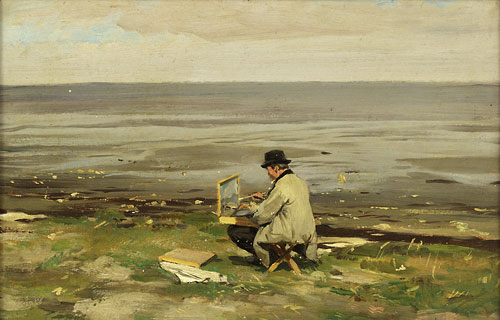
Autoretrat, vora el mar Bàltic (ca. 1900)
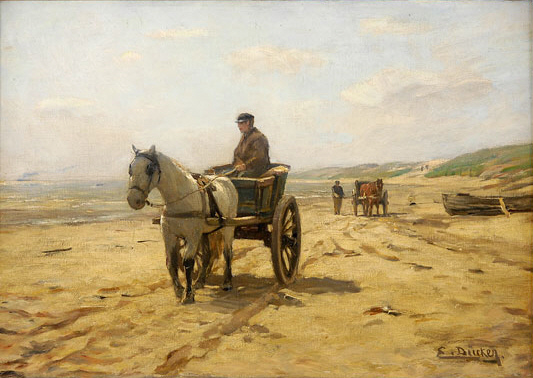
Pescador de crancs a l'Ostseestrand